# Nicole Hetzer
Nicole Hetzer (* 18. Februar 1979 in Leipzig) ist eine ehemalige deutsche Schwimmerin. Ihre Spezialdisziplinen waren die längeren Rücken- und Lagenstrecken. Sie startete für den Wacker Burghausen. Bei den Olympischen Sommerspielen 2008 in Peking sagte sie ihren Start nach einer Verletzung ab und erklärte den Rücktritt vom Wettkampfsport. In ihrer Laufbahn erreichte sie elf internationale Medaillen, nahm an zwei Olympiaden teil, wurde 25 Mal deutsche Meisterin und erzielte sechs deutsche Rekorde.

## Rekorde
| Deutsche Rekorde (1)    | Deutsche Rekorde (1) | Deutsche Rekorde (1) | Deutsche Rekorde (1) |
| ----------------------- | -------------------- | -------------------- | -------------------- |
| 400 m Lagen (Kurzbahn)  | 04:29,46 min         | 16. Dezember 2001    | Antwerpen            |
| (Stand: 2. August 2008) |                      |                      |                      |